# Philodryas nattereri
Philodryas nattereri là một loài rắn trong họ Rắn nước. Loài này được Steindachner mô tả khoa học đầu tiên năm 1870.